# Arnold Ap
Arnold Ap (1 juli 1946 op het eiland Numfor – 26 april 1984 in Jayapura) was een West-Papoeaas vrijheidsstrijder, antropoloog, musicus en cultureel leider. Hij was de frontman van de muziekgroep Mambesak en curator bij het Museum van Universiteit Cenderawasih. Ook had hij een eigen wekelijkse radioshow, die gewijd was aan Papoea-cultuur.

## Biografie
Zijn vader was eerst onderwijzer en daarna ambtenaar. Hij werkte op Biak en in Waris, in het grensgebied met West Sepik (een regio in Papoea-Nieuw-Guinea) . Arnold was de oudste van het gezin. Hij volgde onderwijs op scholen van de zending in Biak. Hij studeerde van 1967 tot 1973 geografie op de lerarenopleiding van de Cenderawasih Universiteit (UNCEN) in Abepura. In 1969 organiseerde hij een demonstratie bij de vertegenwoordiger van de VN, Ortiz Sanchez in Jayapura, tegen de frauduleuze Act of Free Choice. Hiervoor werd Arnold gevangengezet in de gevangenis van Ifar Gunung, maar later werd hij vrijgelaten om zijn studie te kunnen voortzetten. Hij begon toen al met het verzamelen van traditionele Papoea-liederen. Daarna werd hij curator van het UNCEN Museum van de Faculteit Anthropologie, waar Dr Daniel Ayamiseba directeur was. Dit is het museum waar een deel van de collectie, verzameld door Michael Clark Rockefeller te vinden is, die door zijn vader Nelson Rockefeller, aan het museum geschonken werd na de dood in 1961 van Michael tijdens zijn antropologisch onderzoek in het zuiden van het toenmalige Nederlands Nieuw-Guinea. In 1974 huwde Arnold met Corry Bukorioper, verpleegster en vroedvrouw. Bij haar had hij vier kinderen.
In 1972 richtte hij de rockband Manyori (Biaks voor Papegaai) op samen met Jopie Jouwe van Kayu Pulau en Sam Kapisa. Ze speelden als eersten Papoea-muziek in de kerk, begeleid door de tifa, gitaar en ukelele. Op 15 augustus 1978 richtte hij de dans-, muziek- en theatergroep Mambesak op met Sam Kapisa, Yowel Kafiar en Marthinny Sawaki. In november 1978 deed Mambesak mee aan de Nationale Volksdansweek in Jakarta en in 1980 aan een Cultureel Festival in Jakarta met de Asmat Totempaal Dans. Hij begon ook het radioprogramma Pelangi Budaya Irian Jaya (Regenboog van Papoea-cultuur) voor Radio Republik Indonesia (RRI) met het vertellen van legenden, volksverhelen, grappen, actuele onderwerpen, gedichten en het zingen van liederen en het spelen van muziek. Dit zondagsprogramma werd in korte tijd razend populair. Het programma werd vijf jaar lang uitgezonden.
In zijn uitgebreide studie naar en zijn beoefening van de Papoea-cultuur zagen het Indonesische leger en de West-Papoease overheid een directe bedreiging, omdat het een Papoeaas zelfbewustzijn en een eigen Papoea-identiteit bevorderde. Dit zou aanzetten tot separatisme, wat een vorm van hoogverraad (makar) is volgens de Indonesische wetgeving. Op 30 november 1983 werd Arnold Ap gearresteerd door leden van Kopassandhu (nu Kopassus). Hij werd gevangen gezet en gemarteld in het beruchte ondervragingscentrum Panorama Bar op beschuldiging van banden met de verzetsbeweging (Organisasi Papua Merdeka (OPM). Op 20 februari werden hij en drie andere verdachten overgebracht naar de gevangenis van POLDA in Jayapura. Op 16 april 1984 werd hij met een geweerschot in zijn rug gedood door Kopassandhu-soldaten op Pasir 7 bij Base G in Jayapura, waar hij en zijn vrienden zich schuil hielden, na een in scène gezette ontsnappingspoging. Zijn neef, ook lid van Mambesak en collega bij UNCEN, Eddie Mofu, werd op diezelfde dag eveneens gedood. Na een laatste bezoek aan haar man in de gevangenis op 7 februari 1984 vluchtte Corrie met hun drie kinderen, en zwanger van hun vierde kind, naar Papoea-Nieuw-Guinea. Daar werd ze opgevangen in het Black Water Refugee Camp in Vanimo. Later kreeg ze asiel in Nederland. 
Muziek en dans vormen nog steeds een krachtige bron van cultureel verzet in West-Papoea. Arnold Ap en Mambesak zijn er nog steeds erg populair, maar ook in Papoea-Nieuw-Guinea en bij de Papoea's in de diaspora. Het is dankzij Arnold Ap dat de muziek, dans, gedichten en volksverhalen van Papoea nog steeds kernen vormen van verzet tegen hun culturele en politieke onderdrukking door Indonesië. 

## Download
- Frank Hubatka (red). 2012. Arnold Ap's Visie[dode link]

- Nederlandse Thesaurus van Auteursnamen: 183727738
- Virtual International Authority File: 284431760